# إلسا أمارال
إلسا أمارال (بالبرتغالية: Elsa Amaral‏) هي منافسة ألعاب القوى برتغالية، ولدت في 31 مايو 1966 في بورتو في البرتغال.

## وصلات خارجية
- إلسا أمارال على موقع الاتحاد الدولي لألعاب القوى (الإنجليزية)
- إلسا أمارال على موقع الاتحاد الأوروبي لألعاب القوى (الإنجليزية)
- إلسا أمارال على موقع أوليمبيديا (الإنجليزية)